# 倉益悠希
倉益 悠希（くらます ゆうき、1994年12月20日 - ）は、神奈川県出身の元タレント。ガールズ演劇ユニット「Girl〈s〉ACTRY」の元メンバー。2022年現在、エキサイト株式会社勤務の会社員。

## 略歴
子どもの頃は海外での生活期間が多く、2歳の1996年よりサウジアラビアのダーランで4年間過ごし、2001年よりベネズエラのプエルトラクルスで3年間過ごす。2006年より再びサウジアラビアで3年間過ごした。
2010年、3月より演劇ガールズユニット「Girl〈s〉ACTRY」のメンバーとして活動を開始。4月より『テストの花道』にBENBUメンバーとして出演。2011年1月より、『大切なことはすべて君が教えてくれた』に高橋悠希役で出演した。
2015年、4月より海外留学をするため3月末をもって休業すると発表した。

## 人物
- キャッチコピーは「浜のツンデレバイリンガール」
- 特技は英語(英検2級)・スペイン語(少々)・ダンス・携帯早打ち・フルート
- 趣味は買い物・横浜散歩
- 横浜DeNAベイスターズのファン

## 出演
単発出演は除く。

### テレビ
- テストの花道（2010年 - 2013年、NHK Eテレ）[3]
- G.A.T〜ガールズアクトリータイム（2010年、TOKYO MX）
- G.A.days〜ジー・エー・デイズ〜（2010年、TOKYO MX）
- UMU全国アイドルお取り寄せ展（2010年、TOKYO MX）
- 大切なことはすべて君が教えてくれた（2011年、フジテレビ） - 高橋悠希 役
- 湘南少女 episode3 〜世界がひろがる瞬間〜 （2011年、J:COM）
- ディズニー365 （2011年 - 2015年、ディズニー・チャンネル）[4]

### ラジオ
- 地球ラジオ（2012年7月29日 - 2015年3月29日、NHKラジオ第1放送）
- ロックページ〜ミュージック・プレゼンテーション〜（2014年4月2日 - 、Fm yokohama）

### 雑誌
- 電脳サブカルマガジンOG Vol.44 「姫・変革号」スペシャルインタビュー[5]

### 舞台
- Girl〈s〉ACTRY 第一回公演「SCHOOL DAYS」（2010年3月30日、笹塚ファクトリー）
- Girl〈s〉ACTRY 第二回公演「SUMMER DAYS」（2010年7月17日、新宿シアターモリエール）
- ホリプロお笑いライブ（2010年11月13日、明治安田生命ホール）
- 足長おじさん〜ジュディ物語（2011年4月16日-24日、アトリエ・アプローズ） - 主人公 ジュデイA役（WEST）[6]
- 明日、君を食べるよ（2011年6月4日・5日、文化学院講堂）[7]

### イベント
- サマーパーティー♥ホリプロ50周年記念!!及びBS-TBS開局10周年記念アイドル50人大集合!!（2010年8月24日、赤坂BLITZ）
- U.M.U AWARD 2010〜全国アイドルお取り寄せ展〜（2010年12月27日、銀河劇場）
- 世界一大きな授業（2011年9月24日、なかのZERO視聴覚ホール）